# Marianne Klemun
Marianne Klemun (* 9. April 1955 in Ruden) ist eine österreichische Historikerin und außerordentliche Universitätsprofessorin an der Universität Wien.

## Ausbildung
Klemun besuchte zwischen 1963 und 1966 die Grundschule in Rinkenberg und absolvierte danach ab 1967 das Gymnasium in Klagenfurt. Sie legte 1974 die Matura ab und begann 1974 ein Studium der Geschichte und Germanistik an der Universität Wien. Daneben belegte sie auch Lehrveranstaltungen in den Fächern Psychologie, Kunstgeschichte sowie Biologie und Geologie. 1982 beendete sie ihr Grundstudium mit der Sponsion zur Magistra im Lehramt für Germanistik und Geschichte, 1992 promovierte sie zur Dr. phil. an der Universität Wien.

## Berufliche und wissenschaftliche Karriere
Klemun arbeitete zwischen 1976 und 1982 neben ihrem Studium als Lehrerin in der Erwachsenenbildung und unterrichtete „Deutsch für nicht-muttersprachliche Sprecher und Sprecherinnen“ an Abendschulen, in Volkshochschulen sowie in einem Gefängnis. Daneben gab sie zwischen 1977 und 1982 Weiterbildungskurse im Fach „Deutsch für nicht-muttersprachliche Sprecher und Sprecherinnen“ in Nürnberg und anderen Orten. 1978 wurde sie Studienassistentin sowie danach Assistentin am Institut für Geschichte der Universität Wien, zudem verbrachte sie 1982 ihr Probejahr an einem Gymnasium in Wien. Zwischen 1986 und 1992 absolvierte sie Forschungsaufenthalte in Klagenfurt, Graz, Ljubljana, Triest, München, Berlin, London und Sibiu. Nach ihrer Promotion wurde Klemun 1992 Assistenzprofessorin am Institut für Geschichte der Universität Wien, daneben wurde sie 1997 Vorstandsmitglied der Österreichischen Gesellschaft für Wissenschaftsgeschichte und von 1997 bis 2004 Gleichbehandlungsbeauftragte der Geistes- und Kulturwissenschaftlichen Fakultät der Universität Wien. Klemun habilitierte sich 2002 und wurde außerordentliche Professorin am Institut für Geschichte der Universität Wien. Sie ist seit 2004 gewähltes Mitglied der „International Commission on the History of Geological Sciences“ (INHIGEO), war von 2004 bis 2006 Gleichbehandlungsbeauftragte der Historisch-Kulturwissenschaftlichen Fakultät sowie von 2005 bis 2013 gewähltes Mitglied der Kommission für Geschichte der Naturwissenschaften, Mathematik und Medizin der Österreichischen Akademie der Wissenschaften. Zudem fungierte sie von 2006 bis 2012 als Vizedekanin der Historisch-Kulturwissenschaftlichen Fakultät, war 2007 Visiting Professor in Jena und von 2009 bis 2010 Elected Councilor of „The History of Earth Science Society“ HESS. Zudem war sie zwischen 2011 und 2012 Member of the Nominating Committee of HESS und von 2011 bis 2012 stellvertretende Vorständin des Instituts für Geschichte. 
Im August 2016 wurde sie in Kapstadt (Südafrika) zum Secretary General der INHIGEO (International Commission on the History of Geological Sciences) für die Amtsperiode von 2016–2020 gewählt (www.inhigeo.com).
Klemun konzeptionierte und organisierte 1998 die Ausstellung „Werkstatt Natur“ im Landesmuseum Kärnten und erstellte 2000 das wissenschaftliche Konzept bzw. organisierte die Ausstellung „200 Jahre – die ersten Großglocknerbesteigungen“ in Kärnten. Zudem war sie von 2012 bis 2013 Mitkuratorin der Ausstellung „Gelehrte Objekte“ am Österreichischen Museum für Volkskunde. Klemuns Forschungsschwerpunkte liegen in der Naturforschung im kulturellen Kontext, der Wissenschaftsgeschichte und Kulturwissenschaften, der Geschichte und Kultur der Naturgeschichte (Gärten, Museen, naturwissenschaftliche Vereine), der Geschichte der Botanik (Reisen, Expeditionen, Pflanzentransfer, Praktiken), der Geschichte der Erdwissenschaften (Geologie und Politik) sowie der Naturwissenschaften im lokalen Kontext (Kärnten, Siebenbürgen).

## Werke (Auswahl)
- Marianne Klemun (Hrsg.): Zur Geschichte des Naturwissenschaftlichen Vereines für Kärnten (= Werkstatt Natur). Sonderheft der Carinthia II, Klagenfurt 1998.
- Marianne Klemun: ... mit Madame Sonne konferieren. Die Großglockner-Expeditionen 1799 und 1800 (= Das Kärntner Landesarchiv. 25). Klagenfurt 2000.
- Marianne Klemun: Die „seltenen Alpenkinder“ des Großglockners – zur Botanik eines „alpinen“ Raumes im 18. und 19. Jahrhundert. In: Carinthia II. 193./113. Jahrgang, Klagenfurt 2003, S. 217–254 (zobodat.at [PDF]).
- Marianne Klemun, Veronika Hofer (Hrsg.): Bildfunktionen in den Wissenschaften (= Wiener Zeitschrift zur Geschichte der Neuzeit. 1/07). 2007.
- Marianne Klemun (Hrsg.): Wissenschaft und Kolonialismus (= Wiener Zeitschrift zur Geschichte der Neuzeit. 2/09). Studien Verlag, 2009.
- Marianne Klemun, Peter Tropper: Die Reise selbst hat ihre Eigenheiten. Der Bericht über die Visitation des Kardinals Salm im Gail- und Lesachtal 1817 (= Archiv für vaterländische Geschichte und Topographie. 103). Klagenfurt 2011.
- Marianne Klemun, Ana Carneiro (Eds.): Seeing and Measuring, Constructing and Judging: Instruments in the History of the Earth Sciences (= Centaurus, An International Journal of the History of Science and its Cultural Aspects, Vol. 53, Issue 2). 2011.
- Thomas Hofmann, Marianne Klemun (Hrsg.): Die k. k. Geologische Reichsanstalt in den ersten Jahrzehnten ihres Wirkens. Neue Zugänge und Forschungsfragen (= Berichte der Geologischen Bundesanstalt. 95). Wien 2012.
- Marianne Klemun (Guest Editor): Moved Natural Objects. Spaces in Between (= Host Journal of History of Science and Technology, Vol. 5, Spring, 2012), online-journal: http://johost.eu/.
- Matthias Beitl, Fritz Blakolmer, Martina Fuchs, Marianne Klemun, Hubert Szemethy (Hrsg.): Gelehrte Objekte? – Wege zum Wissen. Aus den Sammlungen der Historisch-Kulturwissenschaftlichen Fakultät der Universität Wien. Löcker Verlag, Wien 2013 (anlässlich der Ausstellung im Österreichischen Museum für Volkskunde).
- Marianne Klemun, Hubert D. Szemethy, Fritz Blakolmer, Martina Fuchs: 1365 – 2015 – 2065. Etwas andere Geschichten der Universität Wien. Böhlau/Wien/Köln/Weimar 2015.
Dieser Band ist auch in englischer Übersetzung erschienen: „Once there was a Student“. Other Stories of the University of Vienna. Böhlau, Wien/Köln/Weimar 2015.
- Marianne Klemun: Einheit und Vielfalt. Franz Ungers (1800–1870) Konzepte der Naturforschung im internationalen Kontext. Vienna University Press, Göttingen 2016, ISBN 978-3-8471-0484-1.
- Marianne Klemun, Ulrike Spring (Hrsg.): Scientific Expeditions as Experiments. Palgrave & Macmillan, London/New York/Melbourne 2016.
- Marianne Klemun, Helga Hühnel: Nikolaus Jacquin (1727–1817) – ein Naturforscher (er)findet sich. Vandenhoeck & Ruprecht, Vienna University Press, Göttingen 2017, ISBN 978-3-8471-0710-1.